# Гіжига (річка)
Гіжига (рос. Гижига) — річка в Азійській частині Росії, Магаданської області.

## Гідронім
Назва річки походить від коряцького «кітігін», що означає заморозок, студена поземка.

## Гідрологія
Річка бере початок на відрогах колимського нагір'я, впадає в Гіжигінську губу Охотського моря. Довжина річки 221 км; площа басейну 11,9 тис. км². За площею басейну Гіжига займає 5-е місце серед річок Магаданської області та 84-е — в Росії.
Басейн річки займає частину Колимського нагір'я і Гіжигінської рівнини. У верхній течії русло річки порожисте, в середній течії — розгалужене, в нижній — звивисте. Гирлова область естуарного типу. Клімат басейну суворий. Басейн знаходиться в зоні переривчастого поширення багаторічної мерзлоти. Переважають ландшафти тундри.

## Дані водного реєстру
За даними державного водного реєстру Росії відноситься до Анадир-Колимського басейнового округу.
За даними геоінформаційної системи водогосподарського районування території РФ, підготовленої Федеральним агентством водних ресурсів:
- Код водного об'єкта в державному водному реєстрі — 19100000112119000134167
- Код за гідрологічною вивченістю (ГВ) — 119013416
- Номер тому з ГВ — 19
- Випуск за ГВ — 0

## Притоки
Об'єкти перераховані за порядком від гирла до витоку.
- 11 км: річка без назви
- 22 км: річка без назви
- 24 км: річка без назви
- 34 км: річка Туромча
- 36 км: річка без назви
- 40 км: річка без назви
- 42 км: річка Чорна
- 48 км: річка без назви
- 71 км: річка без назви
- 91 км: река Ахавєєм
- 91 км: струмки струмка Куюл
- 104 км: річка без назви
- 107 км: річка Аханджа
- 126 км: річка Хайкамичак
- 139 км: річка Ірбичан
- 159 км: річка Мукрінджа (у верхів'ї Ліва Мукрінджа)
- 167 км: струмки струмка Хмурий
- 170 км: струмки струмка Таємничий
- 171 км: річка без назви
- 179 км: струмки струмка Лапутік
- 185 км: річка Домбичан
- 185 км: струмки струмка Кінний
- 192 км: струмки струмка Іонокота
- 200 км: річка Хмарний
- 203 км: річка без назви
- 207 км: річка без назви
- 209 км: річка без назви